# Музеј подводне уметности
Музеј подводне уметности (MПУ) није традиционални музеј смештен у згради – то је низ инсталација и скулптура унутар Морског парка Великог коралног гребена. у близини Таунсвила, у Аустралији.
МПУ је једини музеј подводне уметности на јужној земљиној хемисфери. Састоји се од три скулптуре које је извајао британски вајар Џејсон де Каирес Тејлор.

## Мисија
Мисија музеја је да едукује посетиоце о  Великом коралног гребену који је на листи светске баштине УНЕСКО-а , и да истакне потребу за напорима за очување и рестаурацију како би се заштитио овај драгоцени екосистем.

## Опште информације
Музејом који  је отворен 2020. године. управља MOUA Ltd, на челу са председник Управног одбора  Полом Виктором, и замеником председника др Адамом Смитом. Финансирање МПУ обезбедиле су владе Квинсленда и Аустралије и локална предузећа. Музеј  има неколико дозвола за објекте и пристаништа. 
Годишњи план активности музеја  укључује истраживања инфраструктуре, морског живота, друштвених питања, размножавања корала и морског отпада. Reef Ecologic и MOUA су покренули пројекат грађанске науке iNaturalist, у којем природњаци, грађански научници и биолози фотографишу и деле запажања о биодиверзитету морских врста на гребену Џон Бруер. Од априла 2024. године, учесници овог пројекта забележили су 4.572 запажања о 542 врсте, а најзапаженија врста је шестопојасна риба папагај. У једном научном раду је објављено значајно повећање бројности и разноликости риба, без промена у бројности и разноликости бескичмењака. 
MПУ је 2022. године покренуо изложбу под називом „Чувари океана“ изнад воде у Музеју тропског Квинсленда. Она укључује осам скулптура научника, заштитника природе и староседелаца. У мају 2023. године,  „Чувари океана“ су постављени као стаза за роњење на гребену Џон Бруер. Планови за постављање на Магнетном острву су одбачени након протеста локалног становништва забринутог због постављања скулптура у зелену зону морског парка.

## Инсталације у музеју
Океанска сирена је прва инсталација у МПУ.То је статуа женске фигуре, која је постављена 2019. године. Налази се у плитким приобалним водама код Таунсвила, тако да се можете видети бесплатно као јавно уметничко дело у било ком тренутку током посете Таунсвила. 
Корални стакленик  је друго уметничко дело, постављено 2020. године на дну океана 18 метара испод нивоа мора на гребену Џон Бруер, око два сата вожње бродом од обале Таунсвила. Најбољи начин да се видиКорални стакленик је да се крене  у обилазак локације са лиценцом и зароном до дна океана.
Океански чувари су најновија инсталација на гребену постављена на само пет метара дубине на морском дну, што их чини идеалним за рониоце на дах да их виде. 
Стражари се састоје од осам скулптура високих 2,2 метра које се могу наћи на краткој удаљености од Коралног стакленика, где се може пливати. Свака скулптура, направљена од новог висококвалитетног, нискоугљеничног бетона, посвећена је познатом морском научнику или заштитнику природе професору Чарлсу Верону, званом „Кум корала“, јер је открио 20% свих врста корала на планети и Џејми Маршал, жени из племена Вулгурукаба и Јунбенен, чија скулптура представља кључну улогу коју традиционални играју у очувању будућности Великог коралног гребена.